# Eleanor Garatti
Eleanor A. Garatti coniugata Saville (San Francisco, 12 luglio 1909 – Orinda, 9 settembre 1998) è stata una nuotatrice statunitense.
Specializzata nello stile libero vinse la medaglia d'oro nella staffetta 4x100 m sl sia alle olimpiadi di Amsterdam 1928 che a Los Angeles 1932; vinse anche due medaglie individuali nei 100 m stile libero: l'argento ad Amsterdam e il bronzo a Los Angeles.
Fu primatista mondiale dei 100 m sl e della staffetta 4x100 m sl.

## Palmarès
- Olimpiadi

Amsterdam 1928: oro nella staffetta 4x100 m sl e argento nei 100 m sl.
Los Angeles 1932: oro nella staffetta 4x100 m sl e bronzo nei 100 m sl.